# R. Nataraja Mudaliar
Rangaswamy Nataraja Mudaliar (1885-1972) fue un director de cine indio. Popularmente conocido como el «padre del cine tamil», fue un pionero en la producción de películas mudas en India. Comenzando su carrera como comerciante de repuestos de automóviles, fundó la Indian Film Company Limited en Madrás. En 1917, Mudaliar hizo Keechaka Vadham, la primera película muda del sur de la India. Tras el éxito de crítica de la película, pasó a producir películas como Draupadhi Vastrapaharanam (1918), Lava Kusa (1919), Rukmini Satyabhama y Mayil Ravana. Después de la muerte de su hijo en un incendio en 1923, Mudaliar se retiró del cine.

## Primeros años
Mudaliar nació en Vellore, Presidencia de Madrás, India en una familia adinerada. Su padre era un comerciante de éxito. Después de completar sus estudios, Mudaliar llegó a Madrás (ahora Chennai) para establecer su negocio, ya que la ciudad era la capital de la provincia. Después de eso, comenzó un negocio de bicicletas llamado Watson & Company en asociación con su primo, S. M. Dharmalingam Mudaliar. La empresa vendió biciclos a ₹ 25. El negocio tuvo éxito cuando los socios adquirieron una empresa extranjera, Romar Dan & Company en 1911, que se ocupaba de la importación de automóviles y repuestos de automóviles estadounidenses. Antes de eso, Addison & Company era la única empresa en Madrás que vendía automóviles estadounidenses. Mudaliar vendió los mismos autos a $ 1000 y se convirtió en el primer indio en vender autos estadounidenses. Mudaliar tuvo un interés temprano en la fotografía que más tarde se convirtió en «imágenes en movimiento».

## Carrera cinematográfica
Mudaliar desarrolló un interés por las «imágenes en movimiento» después de ver las películas de Dhundiraj Govind Phalke. En ese momento, los directores de fotografía de Gran Bretaña estaban filmando un documental sobre Lord Curzon, entonces gobernador general de la India. Mudaliar conoció a Stewart Smith, uno de los directores de fotografía, y aprendió sobre los conceptos básicos de la fotografía en la realización de películas a través de él. Esto finalmente llevó a Mudaliar a establecer su casa de producción India Film Company en 1917. Reunió a algunos de sus amigos de negocios permitiéndoles invertir en la casa de producción y estableció el primer estudio del sur de la India en Miller's Road, Purasawalkam, Madrás.
En 1917, Mudaliar comenzó a trabajar en una película titulada Keechaka Vadham y se ocupó del guion, la cinematografía, la edición y la dirección, además del trabajo de producción. La película tenía más de 6000 pies (1800 m) de largo y tenía la distinción de ser la primera película muda producida en el sur de la India. Tras su lanzamiento, la película fue aclamada por la crítica y comercialmente exitosa. Los intertítulos de la película estaban en inglés y tamil, escritas por Guruswamy Mudaliar, un médico famoso en Madrás y Thiruvengada Mudaliar, un director de universidad. Los títulos en hindi fueron escritos por Devdas Gandhi, hijo de Mahatma Gandhi. Keechaka Vadham se estrenó en Elphinstone Theatre en enero de 1918. El éxito de la película llevó a Mudaliar a realizar una serie de películas históricas. Posteriormente surgió una diferencia de opinión entre él y sus inversores. La muerte de su hijo en un incendio accidental que ocurrió en su estudio llevó a Mudaliar a retirarse de la realización de películas y cerrar el estudio. Como cineasta, Mudaliar inspiró a Raghupathi Prakasa, hijo de Raghupathi Venkaiah Naidu y J. C. Daniel, quien más tarde fue reverenciado como el padre del cine malabar. Murió el 2 de mayo de 1972.

## Filmografía
- Keechaka Vadham
- Draupadi Vastrapaharanam
- Mahi Ravana
- Lava Kusa
- Kalinga Mardanam
- Rukmini Satyabhama
- Markandeya